# Pierre Mariel
Pierre Mariel, né Pierre-Maurice Marie le 15 mai 1900 à Paris et mort le 22 octobre 1980 dans la même ville, est un journaliste d'extrême droite, essayiste et romancier français ayant traité, entre autres, de l'occultisme.

## Biographie
Son nom d'origine était Pierre-Maurice Marie et il a également écrit sous les pseudonymes de Teddy Legrand, Werner Gerson et Pierre Montloin.
Après avoir été élève de l'École des langues orientales, il est journaliste au Matin et à Le Temps, il collabore durant la Seconde Guerre mondiale au journal antisémite Au Pilori et sera membre de l'Association des journalistes anti-juifs.
Devenu franc-maçon, il est membre de la loge Amis vigilants n° 38 ainsi que du Grand Prieuré des Gaules (Rite écossais rectifié), CBCS le 16 juillet 1949 avec le nom d'ordre d'Eques a Stella Magnorum, député grand secrétaire en 1952, membre de l'Arche royale et du Suprême Conseil pour la France du Rite écossais ancien et accepté. Il crée en 1964, avec Paul Naudon, Jean Granger, Jean Saunier, Jean Baylot et d'autres la loge d'étude et de recherches de la Grande Loge nationale française « Villard de Honnecourt » no 811, dont il fut vénérable maître. Martiniste, il est « philosophe inconnu » de la loge parisienne « Augustin Chaboseau » no 39 et membre du Suprême conseil de l'Ordre martiniste en juillet 1976.

## Les 7 têtes du dragon vert
Selon Serge Caillet, dans l'ouvrage attribué à Teddy Legrand, Les 7 Têtes du dragon vert, le pseudonyme de Teddy Legrand pourrait être Jean d'Agraives ou Pierre Mariel. Par ailleurs l'emploi du pseudonyme de Teddy Legrand pourrait indiquer une collaboration entre différentes personnes, dont Charles Lucieto qui voit son nom cité plusieurs fois dans l'ouvrage, qu'un éditeur postérieur du livre, Energeia, attribue, lui, à Xavier de Hauteclocque.

## Publications

### Essais
- (de manière présumée:) Les Sept Têtes du dragon vert, 1933, éditions Berger Levrault. (Sous le pseudonyme Teddy Legrand).
- Rituels des sociétés secrètes : Carbonari, compagnonnage, franc-maçonnerie, Rose-Croix, Templiers, maçonnerie féminine, La colombe, 1961, Mame, 1974.
- Les Authentiques « Fils de la lumière » , éditions de La Colombe, Paris, 1961.
- L'Europe païenne du XXe siècle, La Palatine, 1964
- Les Francs-maçons en France, coll. « Bibliothèque Marabout », Paris, 1969.
- Le Diable dans l’histoire, Éditions Galic, 1961.
- Eva im Atelier, H. M. Hieronimi, 1965.
- Les Carbonari, éditions Culture, art, loisirs, 1971.
- La Revanche des nazis, éditions J'ai lu, Paris, 1971.
- Guide pittoresque et occulte des cimetières parisiens, éditions de La Table ronde, Paris, 1972.
- Guide pittoresque et occulte des Templiers, éditions de La Table ronde, Paris, 1973.
- Cagliostro, Grasset, 1973.
- Dictionnaire des sociétés secrètes en Occident (avec Louis Pauwels), Le Cercle des bibliophiles, Paris, 1973.
- Les Authentiques Fils de la lumière, Courrier du livre, 1973.
- Les Sociétés secrètes mènent le monde, Albin Michel, 1973.
- Envoûtements, maléfices, exorcismes, Tchou, 1975.
- Secrets et mystères de la Rose-Croix, éditions du Prisme, 1976
- Les Sorcières de Salem, Gallimard, 1976.
- Sectes et sexe, Dangles, 1978.

### Romans
- Les Fratellini : Histoire de trois clowns, Éditions L'Île-de-France, Paris, 1923.
- Le Rat d'hôtel, 1926.
- La Roue de la mort, 1926.
- La Femme et la Nuit, éditions S.E.T., 1929.
- La Cargo de la mort, Tallandier, 1929.
- L'Orphelin du cirque, 1930.
- La Griffe du lion (avec René Jeanne), Tallandier, 1931.
- Le Sacrifice d'Henriette, coll. « Ma lecture » (no 37), 1933.
- Du sang sur la neige, coll. « La Belle aventure » (no 13), 1937.
- Le Doigt dans l'engrenage, 1942, Éditions littéraires et artistiques, réédition Auda Isarn, Toulouse, 2013.
- Les lauriers sont coupés : Roman sentimental, éditions du Livre moderne, 1943.
- Le Palais des larmes, Éditions littéraires et artistiques, 1943.
- D'azur à l'épée d'argent, coll. « Notre bibliothèque », Éditions de Marly, Paris, 250 p., 1947.
- La Sultane blanche, illustrations : Georges Beuville, coll. « France-Club », série « Sur les routes du monde », Éditions André Bonne, Paris, 189 p., 1963
- Teresa, coll. « Grands romans », Éditions Fleuve Noir, Paris, 378 p., 1964.